# Gada Kadoda
Gada Kadoda (en arabe : غادة كدودة ) est une ingénieure soudanaise et professeure associée au Garden City College for Science and Technology (en). Elle enseigne à l'Université de Khartoum. Elle a précédemment été présidente de la Sudanese Knowledge Society. Elle est sélectionnée parmi les 100 Women de la BBC en 2019.

## Jeunesse et éducation
Kadoda étudie l'informatique à l'Université de Khartoum en 1991. Après avoir obtenu son diplôme, elle déménage au Royaume-Uni, où elle étudie les systèmes d'information à la City University. Elle déménage à l'Université de Loughborough pour ses études de doctorat, où elle travaille dans le génie logiciel .

## Recherche et carrière
En tant que chercheuse postdoctorale, elle rejoint l'Université de Bournemouth, où elle travaille sur l'exploration de données et la prédiction. Elle se rend ensuite à l'Imperial College Londres pour développer des outils d'analyse et de visualisation de données en 2001. Elle s'intéresse alors à l'innovation, au transfert de connaissances et aux collaborations.
En 2003, Kadoda rejoint l'Université des Indes occidentales comme maître de conférences en informatique. Elle obtient successivement les titres de Certified Knowledge Manager puis présidente de la Sudanese Knowledge Society. Elle travaille avec deux universités, la Sudan University of Science and Technology (en) et l'Université de Khartoum, pour introduire des programmes d'innovation qui soutiennent les étudiants dans leurs efforts entrepreneuriaux. Elle travaille à transformer cette activité en un laboratoire d'innovation autonome de l'UNICEF.
Kadoda est un membre fondateur de Mehen, un centre de formation pour femmes,. Elle donne une conférence TED à Khartoum en 2011 .
En 2014, Kadoda est sélectionnée comme « One to Watch » par l'UNICEF. Elle est sélectionnée parmi les 100 Women de la BBC en 2019.

### Sélection de publications
- Gada Kadoda, Networks of Knowledge Production in Sudan: Identities, Mobilities, and Technologies, Lexington Books, 2016 (ISBN 978-1498532129)
- Kadoda et Shepperd, « Comparing software prediction techniques using simulation », IEEE Transactions on Software Engineering, vol. 27, no 11,‎ 2001, p. 1014–1022 (DOI 10.1109/32.965341, lire en ligne)
- Kadoda et Webster, « An investigation of machine learning based prediction systems », Journal of Systems and Software, vol. 53,‎ 2000, p. 23–29 (DOI 10.1016/S0164-1212(00)00005-4)